# Mateo Hernández (futbolista)
 Mateo Hernández (Santa Fe, Argentina; 5 de octubre de 1998) es un jugador de fútbol argentino. Juega de volante y su actual equipo es Real Tomayapo de la Primera División de Bolivia.

## Clubes
| Club          | País       | Año               |
| ------------- | ---------- | ----------------- |
| Colón         | Argentina  | 2015 - 2020       |
| York United   | Canadá     | 2020 - 2021       |
| Guadalupe FC  | Costa Rica | 2021              |
| York United   | Canadá     | 2022              |
| Real Tomayapo | Bolivia    | 2023 - Actualidad |